# Alan Dawa Dolma
Alan Dawa Dolma (em tibetano: ཨ་ལན་ཟླ་བ་སྒྲོལ་མ་; pinyin tibetano: Alain Dawazhoima; chinês tradicional: 阿蘭·達瓦卓瑪, chinês simplificado: 阿兰·达瓦卓玛, pinyin: Ālán Dáwǎzhuómǎ; 25 de julho de 1987), conhecida profissionalmente como Alan (estilizado como alan ou aLan) (chinês tradicional: 阿蘭, chinês simplificado: 阿兰), é uma cantora chinesa que trabalha na indústria japonesa de música.

## Discografia

### Trilha Sonora
| Ano  | Título                | Álbum                          | Notas/Ref          |
| ---- | --------------------- | ------------------------------ | ------------------ |
| 2019 | 等爱 Waiting For Love | Trilha Sonora de Begônia Rouge | Dueto com Deng Lun |